# 芦屋河原の合戦
芦屋河原の合戦（あしやがわらのかっせん）は、戦国時代初期の永正8年7月26日（1511年8月19日）から8月10日まで摂津国武庫郡の鷹尾城と芦屋河原周辺で行われた合戦。細川澄元軍は軍勢を二分して進軍、一方が阿波より堺に上陸、7月13日に深井城の合戦となり、もう一方が兵庫に上陸、芦屋河原の合戦となった。別名「葦屋河原の戦い」や「鷹の尾城の戦い」とも呼ばれている。

## 開戦までの経緯

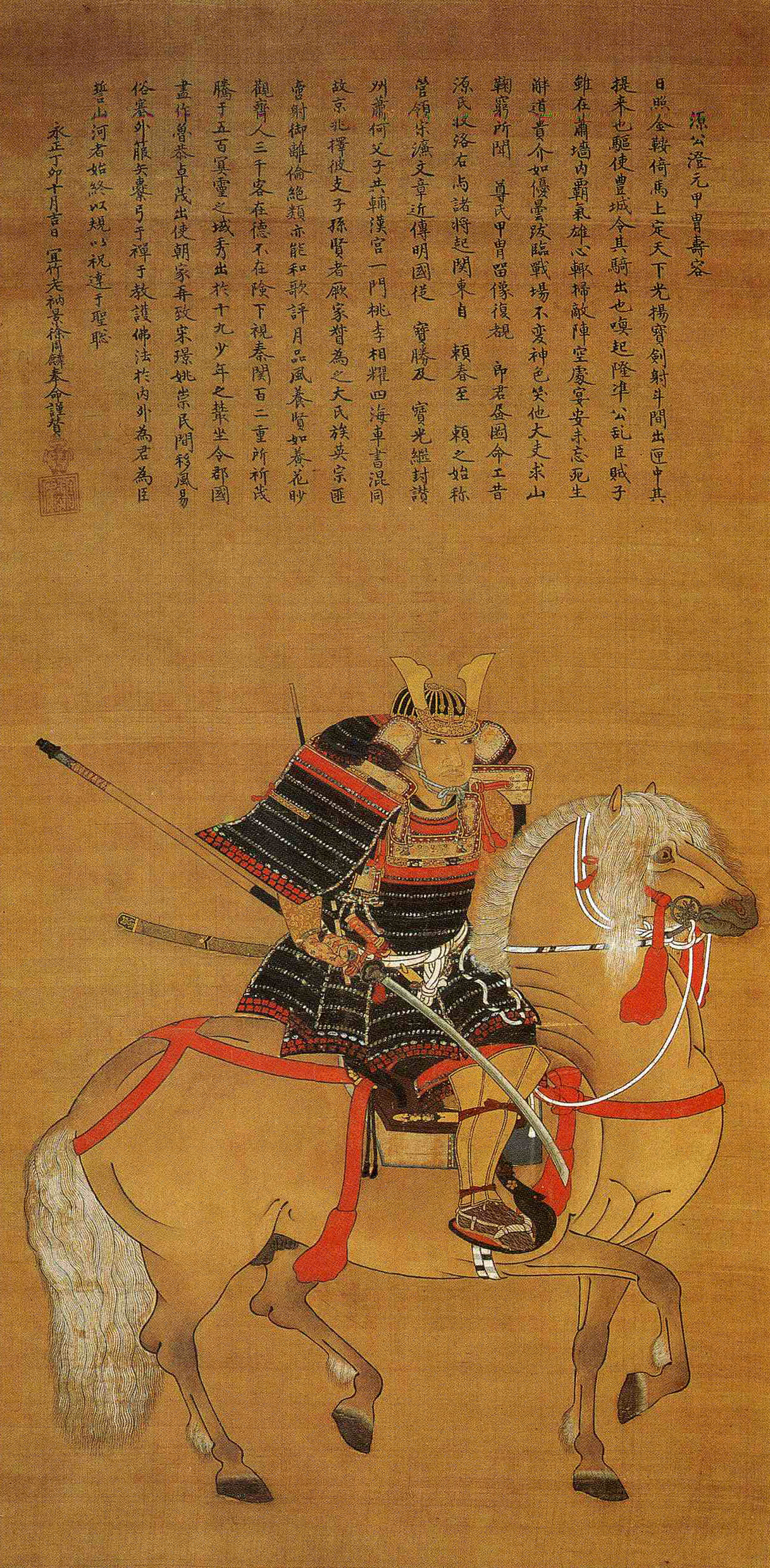
細川澄元 像（永青文庫 所蔵）

永正4年（1507年）の永正の錯乱で室町幕府管領京兆細川家の跡目をめぐる内紛が起き（両細川の乱）、永正6年（1509年）の如意ヶ嶽の戦いで細川高国・大内義興連合軍が勝利し高国が京兆家の当主になったが、澄元軍は阿波に帰国し再び上洛の機会を計画していた。
永正8年5月1日（1511年5月27日）、鷹尾城の築城をめぐる小規模な戦いが起こった。契機は高国が被官であった国人の瓦林正頼に築城を命じたことに始まる。鷹尾周辺は阿波から京に向かう進路にあたり、澄元の進路を塞ぐ意味で築城を計画したが、古来より西国との交通の要衝でもあり、肥沃な灘筋を抑える意味でもここに進出したものとも思われる。しかし、同地域近辺の灘五郷には武家の封建権力に抵抗していた惣があり、権門の所領荘園であることを口実に守護の命にも従わなかった。灘五郷には地侍が3千名とも4千名ともいたと『 瓦林政頼記』には記され（誇張された表現も含まれる）、彼らが同地域を支配していた。
鷹尾城の築城により、正頼の支配を好まない灘五郷は、多年にわたり不和であった本庄衆・西宮衆と同盟を組み鷹尾城に対抗する動きに出た。この動きを察知した正頼は鷹尾城より討手20余人を出し、5月1日に正頼と同族でありながら澄元方であったと見られる中心人物を討ち取った。この時正頼は、本庄衆に対して高国の命に従わず討手に敵対した処罰として、鷹尾城の外堀を作らせ田畑を耕す用水を樋でかけるように命じた。用水を取り上げられることに納得のいかなかった本庄衆は、5月6日に灘五郷衆の応援を得て2千で攻め寄せた。鷹尾城に詰めていた23名の与力衆は神水を飲み、主力の本庄衆300名に突入し20余名余りを討ち取ると、本庄衆は敗走しこれを見た他の寄せ手は逃亡してしまった。

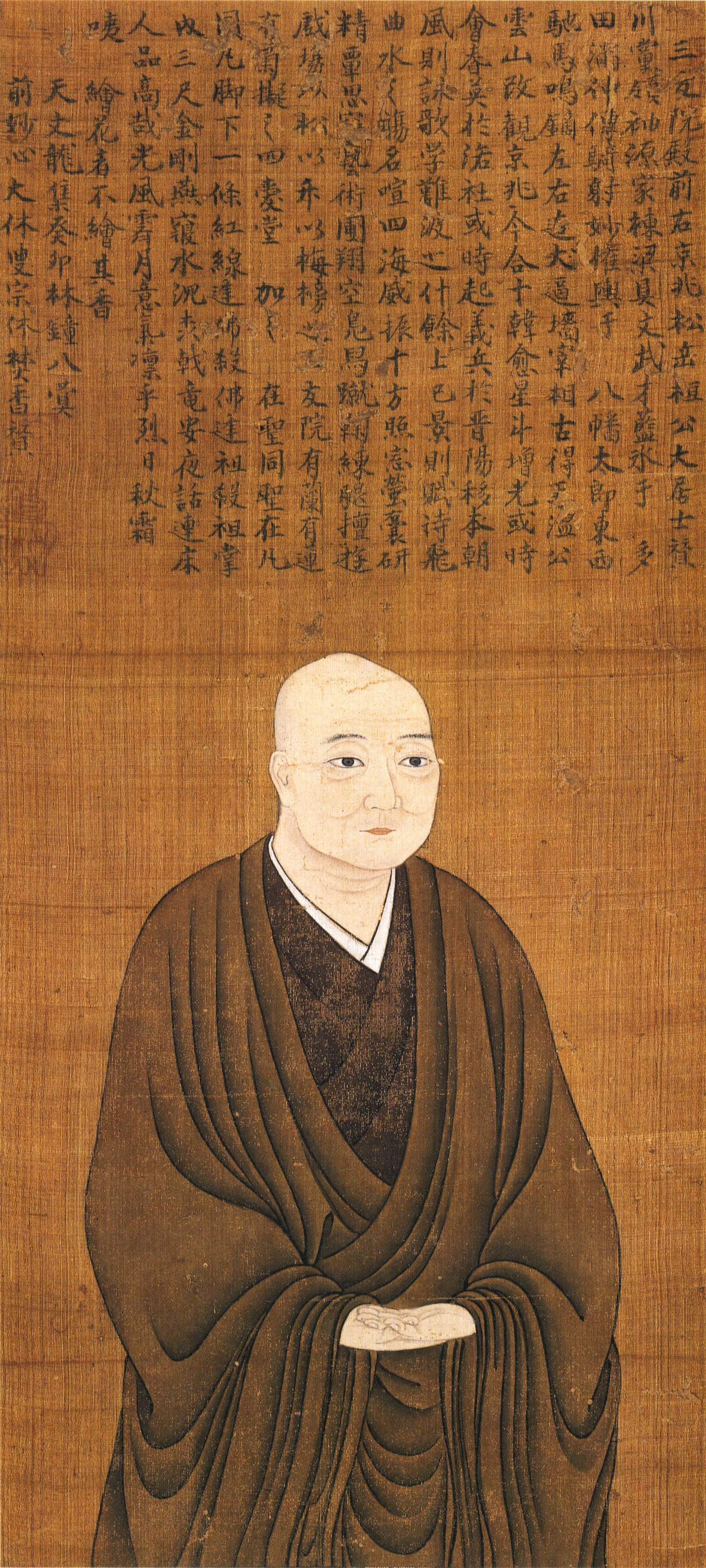
細川高国 像（東林院 所蔵）

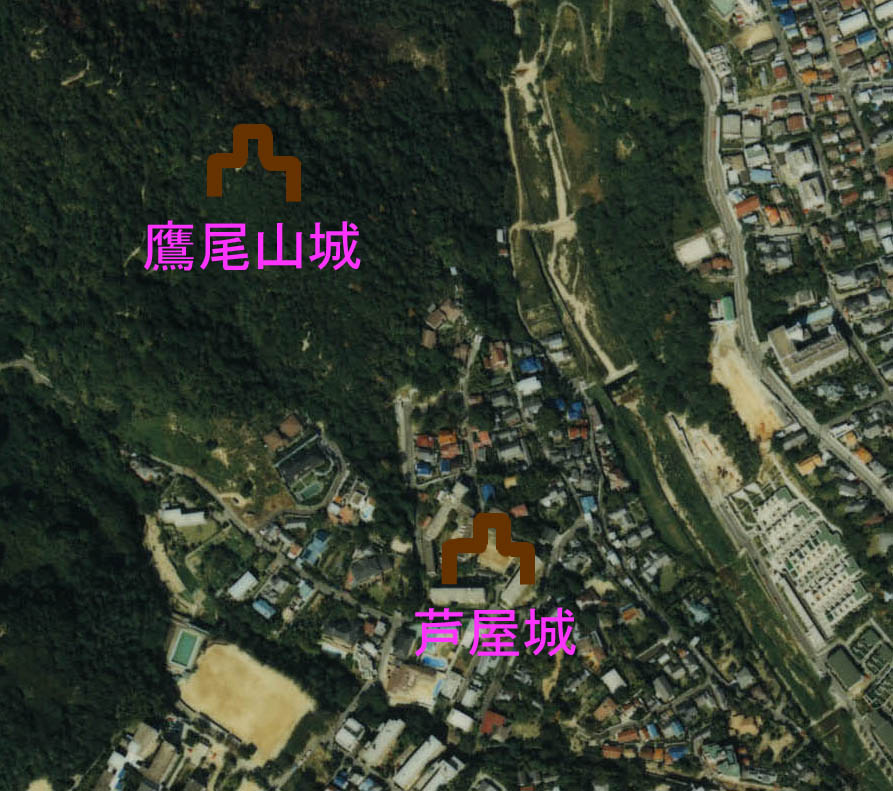
鷹尾山城、芦屋城と周辺地域の空中写真

この報を聞いた澄元は挙兵を決断することになる。まず6月に近江に退避していた前将軍の足利義澄と呼応して、四国の兵を集めて京を挟み撃つ手はずを整え、摂津分郡守護の細川政賢と和泉半国守護の細川元常を総大将に任じ、7月7日に堺に上陸し深井城に陣を張った。これに対して高国は摂津国人衆の池田氏、伊丹氏、三宅氏、茨木氏、安威氏、福井氏、太田氏、入江氏、高槻氏の総勢2万に出陣を命じ、同月13日に深井城に攻めかかったが敗れ、澄元軍は中嶋城まで攻撃した。

## 戦況
淡路守護の細川尚春が総大将となり兵庫に上陸との連絡が入ると、鷹尾城の正頼は高国に注進、高国は馬廻衆として、柳本宗雄、波多野元清、能勢頼豊、荒木大輔ら30余名と援軍3千を派兵して芦屋浜に布陣、正頼は鷹尾城を中心に山方を固めた。尚春軍には灘五郷の地侍衆が加わり、7月26日に戦闘が開始された。高国の援軍は芦屋川の河原で衝突し、正頼は山方で戦闘になったようである。この時の戦闘の様子は「マクツマクラリツ、逐ツヲワレ花火ヲチラシ戦」（『瓦林政頼記』）とありかなりの激戦であった。またこの時正頼の一族と思われ、澄元方に与していた瓦林新五郎なる人物が鷹尾城へ詰め、外城を落城させたことにより、澄元から感状が賞されている。本城は山頂にあった主郭部分（鷹尾山城）、山麓には外構え（芦屋城）が形成されていたとしている。鷹尾城の外城は落城したが、正頼は勝ち抜き、尚春軍の200余人を討ち取った。その後追撃戦となり有馬郡湯原村まで追い立てた。
一方、隣国播磨の守護であった赤松義村は義母の洞松院が細川勝元の娘であったことから、澄元方に付いていた。また澄元の兄の阿波守護細川之持は義村の姉婿という縁もあり、高国とは敵対関係にあった。そのような間柄により澄元は援軍を要請、8月上旬に義村は御着城を出立し加古川周辺で軍勢を整え、敗残していた尚春・灘五郷連合軍と大蔵谷周辺で合流、8月5日に兵庫浦に到着した。この時の総数は2万ほどであった。
8月8日には鷹尾城を包囲、翌9日より戦闘が開始されたようである。赤松軍は「さかしき谷、高き岸ともいわず」（『細川両家記』）「息もさせず」（『瓦林政頼記』）攻め立てたとある。戦闘は10日間続き、城方は何回も応戦したが死傷者が3千名出た。翌11日には火攻めがあるという噂が流れ、正頼は開城を決意、10日夜に城兵を引き連れて伊丹元扶の拠る伊丹城に退却した。

## 戦後の影響
赤松・尚春・灘五郷連合軍は鷹尾城を直ちに占領、米、銭、兵具を略奪し城に火をかけたようである。鷹尾城落城の様子を聞いた三条西実隆は「世上安危知り難し、如何々々」（『実隆公記』永正八年八月十一日条）
と記しており、この戦いは京の安危にも影響を与え、憂慮していることがうかがい知れる。その後赤松軍は正頼が逃れた伊丹城を攻囲、正頼は手勢を伊丹城に留め置いて自らは小者一人を伴い、援軍として駆け付けた波多野元清の居城八上城に籠った。
一方、尚春の軍は深井城の合戦で勝利した細川政賢の軍と合流し京に向けて進軍、これに危機感を覚えた征夷大将軍足利義稙は高国・大内連合軍を引き連れ、8月16日に京を離れて丹波に逃れ、政賢・尚春連合軍は入洛した。しかし24日には澄元軍が陣を張っていた船岡山城が高国・大内連合軍の攻撃を受けて、敗北した。
正頼不在の伊丹城では籠城戦が続けられていたが、攻囲していた赤松軍に船岡山合戦の敗報が届くと、26日に義村は攻囲を解いて生瀬口より帰国していった。翌永正9年（1512年）6月、高国と洞松院は大物城で会談し、義村の罪を赦すことで両者の和議がまとまった。これにより、正頼は鷹尾城を復した。
船岡山合戦での勝利、義村との和睦により高国・義興は安定した政権を運営し、以後8年の間は高国と澄元の内紛は休戦状態となった。

## 鷹尾城跡へのアクセス
- 車でのアクセス
  - 阪神高速道路　3号神戸線　芦屋出入口　→　国道43号　→　兵庫県道344号
  - 周辺に駐車場無し
- 電車でのアクセス 
  - 阪急電車神戸線　芦屋川駅　→　登山口　徒歩15分
- 徒歩でのアクセス
  - 登山口　→　城山山頂　徒歩25分